# Francavilla Calcio 1992-1993
Questa pagina raccoglie le informazioni riguardanti il Francavilla Calcio nelle competizioni ufficiali della stagione 1992-1993.

## Rosa
| N. |                   | Ruolo | Calciatore            |
| -- | ----------------- | ----- | --------------------- |
|    | Italia (bandiera) | D     | Andrea Arcano         |
|    | Italia (bandiera) | A     | Sossio Aruta          |
|    | Italia (bandiera) | C     | Angelo Carosella      |
|    | Italia (bandiera) | A     | Rocco Ceravoli        |
|    | Italia (bandiera) | D     | Gianluca Colonnello   |
|    | Italia (bandiera) | D     | Alessandro Del Grosso |
|    | Italia (bandiera) | D     | Ugo Di Federico       |
|    | Italia (bandiera) | C     | Massimo Falconi       |
|    | Italia (bandiera) | D     | Attilio Franchella    |
|    | Italia (bandiera) |       | Lanari                |

| N. |                   | Ruolo | Calciatore             |
| -- | ----------------- | ----- | ---------------------- |
|    | Italia (bandiera) | A     | Giuseppe Luongo        |
|    | Italia (bandiera) | D     | Fabrizio Masciangelo   |
|    | Italia (bandiera) | C     | Massimiliano Menegatti |
|    | Italia (bandiera) | D     | Salvatore Monaco       |
|    | Italia (bandiera) | D     | Gianpaolo Motta        |
|    | Italia (bandiera) | C     | Fiorenzo Patricelli    |
|    | Italia (bandiera) | C     | Paolo Rachini          |
|    | Italia (bandiera) | C     | Alessandro Salvatore   |
|    | Italia (bandiera) | A     | Walter Tolu            |
|    | Italia (bandiera) | P     | Federico Verdini       |